# Karlov (Litomyšl)
Karlov je označení pro letohrádek, který se nacházel ve městě Litomyšl mezi lety 1741 až 1904 na břehu řeky Loučné. Letohrádek byl zbourán na počátku 20. století kvůli výstavbě tzv. Smetanova domu. 

## Historie
Letohrádek si nechal vybudovat bohatý občan Litomyšle Karel Seyser. V roce 1784 byl letohrádek doplněn i o střelnici, která zde po nějakou dobu působila, poté byla dočasně zrušena, a roku 1827 byla opět obnovena. Důvodem obnovy byl fakt, že jej tehdy odkoupil střelecký spolek (do současné doby se v Regionálním muzeu v Litomyšli dochovaly některé z terčů). 
V roce 1840 byl interiér letohrádku přestavěn a upraven tak, aby se v něm mohly konat velké akce.
Letohrádek později sloužil pro potřeby divadelního souboru a také jako taneční sál. Ačkoliv disponoval Karlov dostatečně velkým sálem, jako jeviště nebyl příliš vhodný. Některé zkoušky musely probíhat mimo objekt, často v zimě. V roce 1895 byl schválen nový zákon o provozování divadelních her, na základě něhož by hlavní sál musel být přestavěn, aby splňoval požární předpisy. Protože tehdejší majitel odmítl úpravy provést, nemohl již být sál pro potřeby divadla využíván. Na počátku 20. století se uvažovalo o výstavbě nového divadla pro potřeby města. Dne 6. února 1902 se zastupitelstvo města Litomyšle usneslo, že Karlov odkoupí, zbourá a nahradí moderní budovou, kterou byl nakonec Smetanův dům. Město zaplatilo za odkup 44 tisíc korun a v roce 1904 letohrádek zbouralo. 
Název původního letohrádku připomíná restaurace s názvem Karlov, která se nachází ve Smetanově domě. 